# Mórahalom
Mórahalom là một thành phố thuộc hạt Csongrád, Hungary. Thành phố này có diện tích 83,15 km², dân số năm 2010 là 6072 người, mật độ 73 người/km².